# Louis Moreau Gottschalk
Louis Moreau Gottschalk (Nova Orleans, la Louisiana, els Estats Units, 8 de maig de 1829 - Rio de Janeiro, el Brasil, 18 de desembre de 1869) fou un pianista i compositor estatunidenc.

## Orígens i inici de la carrera
Era fill d'Edward Gottschalk, anglès de pares alemanys, i Ann Marie Bruslé, el pare de la qual havia marxat d'Haití durant la revolta dels esclaus de 1790 i s'havia instal·lat a Nova Orleans per obrir un forn de pa.
Des dels seus primers anys donà mostres de la seva aptitud per la música, i, després de rebre lliçons amb l'organista de la catedral de Sant Lluís a Nova Orleans, Francisco Letellier, va marxar cap a París, França, a l'edat de tretze anys, per a perfeccionar els estudis. Li fou refusat l'ingrés al Conservatori, però va estudiar composició i piano mitjançant classes particulars. Entre els seus mestres hi hagué Karl Hallé, Pierre Malenden i Camille-Marie Stamaty. Va tenir el seu primer èxit arran d'un recital en la Salle Pleyel, en vigilies del seu setzè aniversari. Chopin, que hi era present, sembla que va afirmar que Gottschalk esdevindria el rei dels pianistes.

## Consolidació de la carrera
El 1846, va publicar la seva Polca de Saló, obtenint també una bona fama com a compositor. Després va estrenar Bamboula i La Savane. Els seus primers concerts el 1848 provocaren una viva impressió en el públic parisenc: no només era jove, guapo i amb talent, sinó que, a més de les danses més habituals, com la polca o la masurca, la seva música recordava l'Amèrica del Sud, amb els seus ritmes i harmonies d'influència criolla. Bamboula va esdevenir una peça obligada per als aspirants pianistes al Conservatori de París, i posteriorment, el 1850, Le Bananier, més delicat, va fer conèixer encara més Gottschalk a Europa i, junt amb les dues anteriors, van formar una espècie de "Triologia de Nova Orleans"; així, per exemple, cal citar un estudi crític excel·lent que publicà en el Journal des Debats el cèlebre Hector Berlioz. Aquestes obres també li van proporcionar un contracte d'exclusivitat amb els editors León i Marie Escudier. Altres peces seves que van tenir molt èxit són Ossian, La moissonneuse, i La danse ossianique. Donà alguns concerts a Suïssa i la Savoia i, cridat per la reina d'Espanya, passà a Madrid, on arribà a ser molt popular. Arran aquesta estada va compondre peces inspirades en un estil espanyol, com ara Minuit à Seville, Souvenir d'Andalusie, Manchega o Sitio de Zaragoza.
Al contrari del que es pot pensar, que el seu repertori es reduïa a la música de saló, en els seus recitals també incloïa obres dels grans músics europeus, com Weber, Mozart, Beethoven, Schubert, Chopin i Mendelssohn.

## Tornada a Amèrica
A començaments de 1853 retornà als Estats Units. La mort del seu pare el mateix any l'obliga a guanyar més diners per subvenir les necessitats familiars, donant més concerts i escrivint una música que respongués especialment als gustos populars. Així obtingué uns grans èxits amb The Last Hope, molt sentimental, i amb l'alegre Tournement Galop i va recórrer algunes ciutats americanes, despertant sempre el mateix gran entusiasme. Durant la guerra de secessió dels Estats Units va prendre partit en favor de les idees de Lincoln, anant al front a actuar per als combatents.
A part del seu país, també va visitar altres territoris americans. El 1854 va fer el seu primer viatge a Cuba, i actuacions ocasionals al Canadà. El 1856, en sentir-se profundament saturat, va decidir fixar la seva residència a l'Havana. Allà va conèixer el pianista Nicolás Ruiz Espadero, qui va ser el seu confident. Els anys següents va tornar a fer gires per Europa i pel Carib, i el 1860 va tornar a l'Havana. El 1861 va realitzar, en aquesta ciutat, el seu primer gran concert, presentant les seves obres vocals amb orquestra i introduint per primera vegada tambors afrocubans en una obra simfònica. A partir d'aquestes estades a Cuba i Puerto Rico va crear noves obres basades en el gènere de saló local, com Souvenir de l'Havana o Souvenir de Puerto Rico.
El 1862 va iniciar una llarga gira per Estats Units (en catorze mesos donà més de 400 concerts i recorregué prop de 140.000 quilòmetres en vaixells de vapor i ferrocarril), arribant a Califòrnia el 1865 després de més de 1100 concerts. Degut a un episodi amorós aprofitat per un empresari contrari al que l'havia contractat, va haver de marxar aquell mateix any cap a Lima passant per Panamà. Allà va fer diverses presentacions exitoses, però a causa de problemes amb l'empresari del teatre i la revolució de Prado, va haver de seguir cap a Xile. Allà va actuar primer a Valparaíso i després a Santiago, on va realitzar el seu segon gran concert (com el 1861 a l'Havana, amb la participació de 350 músics). De Xile va marxar cap a Montevideo, on va establir la seva residència pels següents dos anys. Des d'allà va actuar a Buenos Aires, Rosario i Paranà (Argentina).
La rebuda a l'Amèrica Llatina va ser també efusiva, segons documenta la premsa de l'època. A Buenos Aires i, més tard, a Rio de Janeiro, va organitzar nombrosos concerts benèfics, i se’l va associar, per la seva cultura i refinament i per la seva provinença, amb els ideals de llibertat política. A Rio de Janeiro va tocar per l'Emperador Pere II, a qui també va assessorar en temes relatius als Estats Units. Ricardo Fors va esdevenir el seu confident, qui més tard, el 1880, escriuria la primera biografia del músic.
El 1869 va marxar de Montevideo cap a Rio de Janeiro, on ja era conegut gràcies a les seves obres publicades al país. Va organitzar diversos concerts, marxant després de gira cap a São Paulo i Santos. Tornant va emmalaltir de febre groga, però es va salvar després d'un llarg descans.

## Mort
Després d'aquesta pausa forçada, va començar a preparar un nou gran concert, aquest cop amb 650 músics. Els preparatius de l'espectacle van causar un gran cansament en Gottschalk. En arribar la data del concert, va caure desmaiat durant un descans i es va haver de suspendre la funció. Va ser portat al suburbi de Tijuca, on va morir. La seva mort va consternar la ciutat, i en el seu enterrament, al cementiri de São João Bautista, va assistir una gran multitud.
Allà van descansar les seves restes durant un any, fins que van ser traslladades al cementiri de Greenwood, a Nova York, on els seus compatriotes li erigiren un monument el 1870. Com que no tenia família a Rio de Janeiro, els seus béns van ser subhastats públicament, i els principals objectes van ser rescatats pels seus amics.

## Llegat

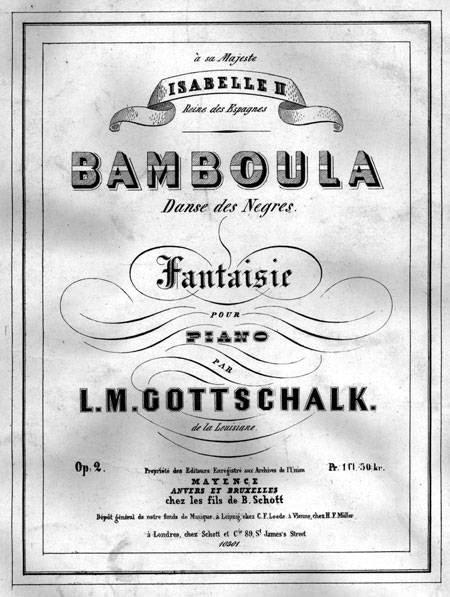
Portada de la partitura de Bamboula, on consta que està dedicada a Isabel II, reina de les Espanyes

Gottschalk era un artista d'estranya naturalesa, d'imaginació poètica, somniadora i melangiosa; en ell, així el compositor com el pianista, eren absolutament originals, les seves nombroses composicions, transcripcions de les impressions dels seus primers anys li causaren les belleses grandioses i a la vegada salvatge de la naturalesa dels tròpics, es distingeix per nous accents, cants singulars, combinacions rítmiques inacostumades: qualitats que en conjunt produeixen un efecte fascinador, un embruix indefinible. Artista original, dels que no produeixen imitadors ni formen escola, no hauria deixat darrere seu el brillant nom que admirem, si el notable compositor Ruiz Escudero, depreciant la seva pròpia glòria, amb un amor i abnegació únics, no hagués escrit de memòria les innumerables composicions que Gottschalk quasi improvisava.
Cal destacar també la seva imaginativa en la música orquestral, patenta en els concerts monumentals de l'Havana, Santiago de Xile i Rio de Janeiro. En el primer es va estrenar la seva primera simfonia La Nuit des Tropiques, que està escrita per a 150 músics i inclou a l'orquestra, per primera vegada, percussió afrocubana.
Deixà 61 obres per a piano publicades durant la seva vida; 26 obres pòstumes, de les quals n'edità Escudero 21, precedint-les d'un pròleg, i 21 obres inèdites en poder d'Escudero. A més, hi ha publicades 12 romances per a cant i 6 simfonies i obres orquestrals, restant d'altres inèdites. De les seves facultats crítiques en donen testimoni el seu notable Souvenirs de voyage d'un pianiste, que aparegueren el 1863 en el diari L'Art Musical, de París, i diversos articles donats a la llum en el Diario de la Marina de l'Havana, ciutat en què tingué una relació amistosa amb el pianista d'aquell ciutat Nicolás Ruiz Espadero.